# Psychomyia levanidovae
Psychomyia levanidovae är en nattsländeart som beskrevs av Schmid 1997. Psychomyia levanidovae ingår i släktet Psychomyia och familjen tunnelnattsländor. Inga underarter finns listade i Catalogue of Life.